# Бахтинка
Ба́хтинка — річка в Україні, у Барському та Мурованокуриловецькому районах Вінницької області, ліва притока річки Батіг (басейн Дністра).

## Опис
Довжина річки 24 км, похил — 6,3 м/км. Площа басейну 103 км². Формується з багатьох безіменних струмків та водойм.

## Розташування
Бере початок на південний захід від села Гулі. Спочатку тече на південний схід, а потім на південний захід і в селі Вербовець впадає в річку Батіг, праву притоку Жвану.
Населені пункти вздовж берегової смуги: Ягідне, Новосілка, Бахтин, Бахтинок, Петримани, Житники.

## Притоки
Річка без назви - права притока. Бере  початок на південному заході від Воронівців. Тече переважно на південний схід понад Свидовою і у Петриманах впадає у річку Бахтинку за 5 км від її гирла. Довжина річки - 7 км, площа басейну - 14,6 км².

## Галерея

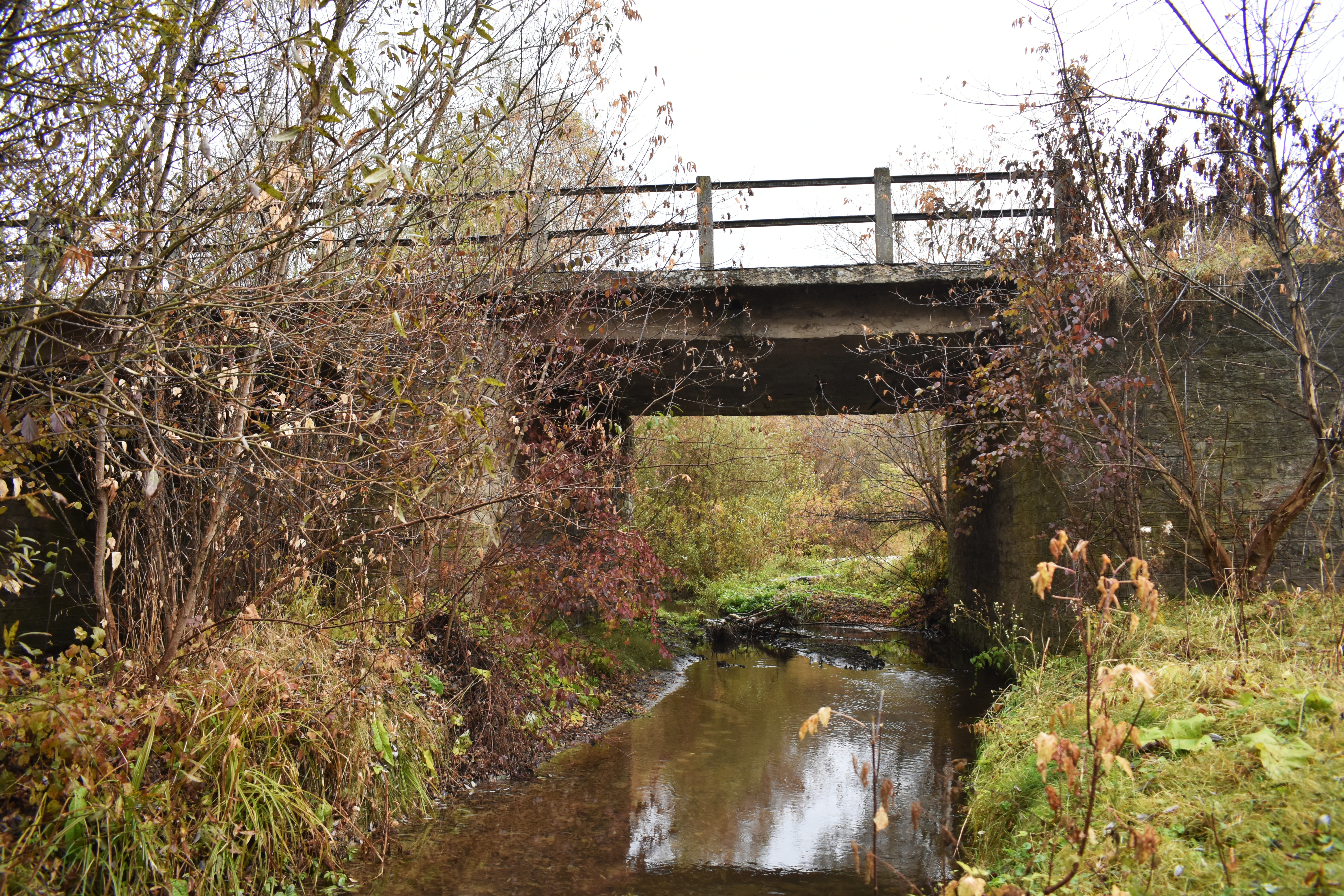
Міст у Житниках